# Campeonato Brasileiro Série A 2005
In 2005 werd de 49ste editie van de Campeonato Brasileiro Série A gespeeld, de hoogste voetbalklasse van Brazilië. De competitie werd gespeeld van 23 april tot 4 december. Corinthians werd kampioen. 
Aan de competitie namen 22 clubs deel. Zij speelden in één grote groep en speelden een uit- en thuiswedstrijd tegen elk ander team in de competitie. De club met de meeste punten na 42 speelrondes, werd kampioen. São Paulo plaatste zich voor de tweede fase van de Copa Libertadores ondanks een elfde plaats omdat ze titelverdediger zijn. 

## Eindstand
| Plaats | Club                | Wed. | W  | G  | V  | Saldo | Ptn. |
| ------ | ------------------- | ---- | -- | -- | -- | ----- | ---- |
| 1.     | SC Corinthians      | 42   | 24 | 9  | 9  | 87:59 | 81   |
| 2.     | Internacional       | 42   | 23 | 9  | 10 | 72:49 | 78   |
| 3.     | Goiás               | 42   | 22 | 8  | 12 | 68:51 | 74   |
| 4.     | Palmeiras           | 42   | 20 | 10 | 12 | 81:65 | 70   |
| 5.     | Fluminense          | 42   | 19 | 11 | 12 | 79:70 | 68   |
| 6.     | Atlético Paranaense | 42   | 18 | 7  | 17 | 76:67 | 61   |
| 7.     | Paraná              | 42   | 17 | 10 | 15 | 59:51 | 61   |
| 8.     | Cruzeiro            | 42   | 17 | 9  | 16 | 73:72 | 60   |
| 9.     | Botafogo            | 42   | 17 | 8  | 17 | 57:56 | 59   |
| 10.    | Santos              | 42   | 16 | 11 | 15 | 68:71 | 59   |
| 11.    | São Paulo FC        | 42   | 16 | 10 | 16 | 77:67 | 58   |
| 12.    | Vasco da Gama       | 42   | 15 | 11 | 16 | 74:84 | 56   |
| 13.    | Fortaleza           | 42   | 16 | 7  | 19 | 58:64 | 55   |
| 14.    | Juventude           | 42   | 15 | 10 | 17 | 66:72 | 55   |
| 15.    | Flamengo            | 42   | 14 | 13 | 15 | 56:60 | 55   |
| 16.    | Figueirense         | 42   | 14 | 11 | 17 | 65:72 | 53   |
| 17.    | São Caetano         | 42   | 14 | 10 | 18 | 54:60 | 52   |
| 18.    | Ponte Preta         | 42   | 15 | 6  | 21 | 63:80 | 51   |
| 19.    | Coritiba            | 42   | 13 | 10 | 19 | 51:60 | 49   |
| 20.    | Atlético Mineiro    | 42   | 13 | 8  | 21 | 54:59 | 47   |
| 21.    | Paysandu            | 42   | 12 | 5  | 25 | 63:92 | 41   |
| 22.    | Brasiliense         | 42   | 10 | 11 | 21 | 47:67 | 41   |

|  | Landskampioen en gekwalificeerd voor tweede fase Copa Libertadores 2006 |
|  | Gekwalificeerd voor tweede fase Copa Libertadores 2006                  |
|  | Gekwalificeerd voor eerste fase Copa Libertadores 2006                  |
|  | Gekwalificeerd voor Copa Sudamericana 2006                              |
|  | Degradatie naar Série B                                                 |

### Topschutters
| Goals | Speler       | Club             |
| ----- | ------------ | ---------------- |
| 22    | Romário      | Vasco da Gama    |
| 21    | Róbson       | Paysandu SC      |
| 20    | Carlos Tévez | Corinthians      |
| 19    | Alex Dias    | Vasco da Gama    |
| 19    | Borges       | Paraná           |
| 19    | Rafael Sóbis | SC Internacional |

### Kampioen
| Campeonato Brasileiro Série A 2005 |
| São Paulo                          |
| ---------------------------------- |
| CORINTHIANS Kampioen (4° titel)    |